# ساخت و ساز کانتوری
ساخت و ساز کانتوری یک فناوری پرینت سه‌بعدی ساختمان است که توسط بهرخ خوش‌نویس از مؤسسه علوم اطلاعات دانشگاه کالیفرنیای جنوبی (در دانشکده مهندسی ویتربی) مورد تحقیق قرار گرفته‌است که از جرثقیل یا دروازه‌ای کنترل‌شده توسط کامپیوتر برای ساختن ساختمان‌ها به سرعت و کارآمد با کار دستی بسیار کمتر استفاده می‌کند. این روش در ابتدا به عنوان روشی برای ساخت قالب برای قطعات صنعتی تصور شد. خوشنویس تصمیم گرفت فناوری ساخت سریع خانه را به عنوان راهی برای بازسازی پس از بلایای طبیعی، مانند زلزله‌های ویرانگری که زادگاهش ایران را گرفتار کرده‌است، تطبیق دهد. با استفاده از یک ماده بتن مانند با چسبندگی سریع، طراحی کانتور دیوارهای خانه را لایه به لایه تشکیل می‌دهد تا زمانی که توسط جرثقیل بر روی کف و سقف نصب شده‌است. مفهوم تصوری نیاز به درج اجزای ساختاری، لوله‌کشی، سیم کشی، تأسیسات و حتی دستگاه‌های مصرف‌کننده مانند سیستم‌های سمعی و بصری به عنوان لایه‌ها دارد.

## تاریخ
کمپانی کاترپیلار بودجه ای را برای کمک به تحقیقات پروژه ویتربی در تابستان ۲۰۰۸ فراهم کرد. در سال ۲۰۰۹، دانشجویان فارغ‌التحصیل دانشگاه سینگولاریتی پروژه‌ای را با خوشنویس به عنوان مدیر ارشد فناوری برای تجاری سازی ساخت و ساز کانتوری ایجاد کردند. این پروژه «آکاسا» نام گرفت. در سال ۲۰۱۰، خوشنویس ادعا کرد که سیستم او می‌تواند یک خانه کامل را در یک روز بسازد، و جرثقیل برقی آن ضایعات مصالح ساختمانی بسیار کمی تولید می‌کند. تخمین زده می‌شود که ساخت یک خانه استاندارد با اسکلت چوبی به‌طور متوسط ۳ تا ۷ تن زباله ایجاد کند. استفاده از کانتور کرافت می‌تواند اثرات زیست‌محیطی را به میزان قابل توجهی کاهش دهد زیرا هیچ ماده ای را هدر نمی‌دهد. علاوه بر این، ساخت کانتور با توجه به تجهیزات مورد استفاده، صدا، گرد و غبار ایجاد نمی‌کند یا مواد مضری در محیط زیست منتشر نمی‌کند. خوشنویس در سال ۲۰۱۰ اظهار داشت که ناسا در حال ارزیابی ساخت و ساز کانتوری برای کاربرد آن در ساخت پایگاه‌های روی مریخ و ماه است. پس از سه سال، در سال ۲۰۱۳، ناسا بودجه یک مطالعه کوچک را در دانشگاه کالیفرنیای جنوبی برای توسعه بیشتر تکنیک چاپ سه بعدی ساخت و ساز کانتوری انجام داد. کاربردهای بالقوه این فناوری شامل ساخت سازه‌های روی ماه از ماده‌ای است که می‌تواند از ۹۰ درصد مواد ماه ساخته شود و تنها ده درصد از مواد از زمین منتقل شوند. در سال ۲۰۱۷ شرکت ساخت و ساز کانتوری (که خوشنویس مدیر عامل آن است) شروع همکاری و سرمایه‌گذاری از دوکا ونچرز را اعلام کرد. در بیانیه مطبوعاتی، آنها ادعا می‌کنند که " اوایل سال آینده تحویل اولین چاپگرها را آغاز خواهند کرد".